# 정성숙
정성숙(鄭成淑, 1972년 1월 26일~)은 대한민국의 유도 선수이다. 1996년과 2000년 하계 올림픽 여자 하프미들급 동메달을 획득했으며 1995년 세계 선수권 대회에서 우승을 차지했다. 
은퇴 후 대한민국 유도 대표팀 코치를 맡았으며, 2019년부터 진천선수촌 부촌장을 맡고 있다.